# تحكم إلكتروني بالسرعة

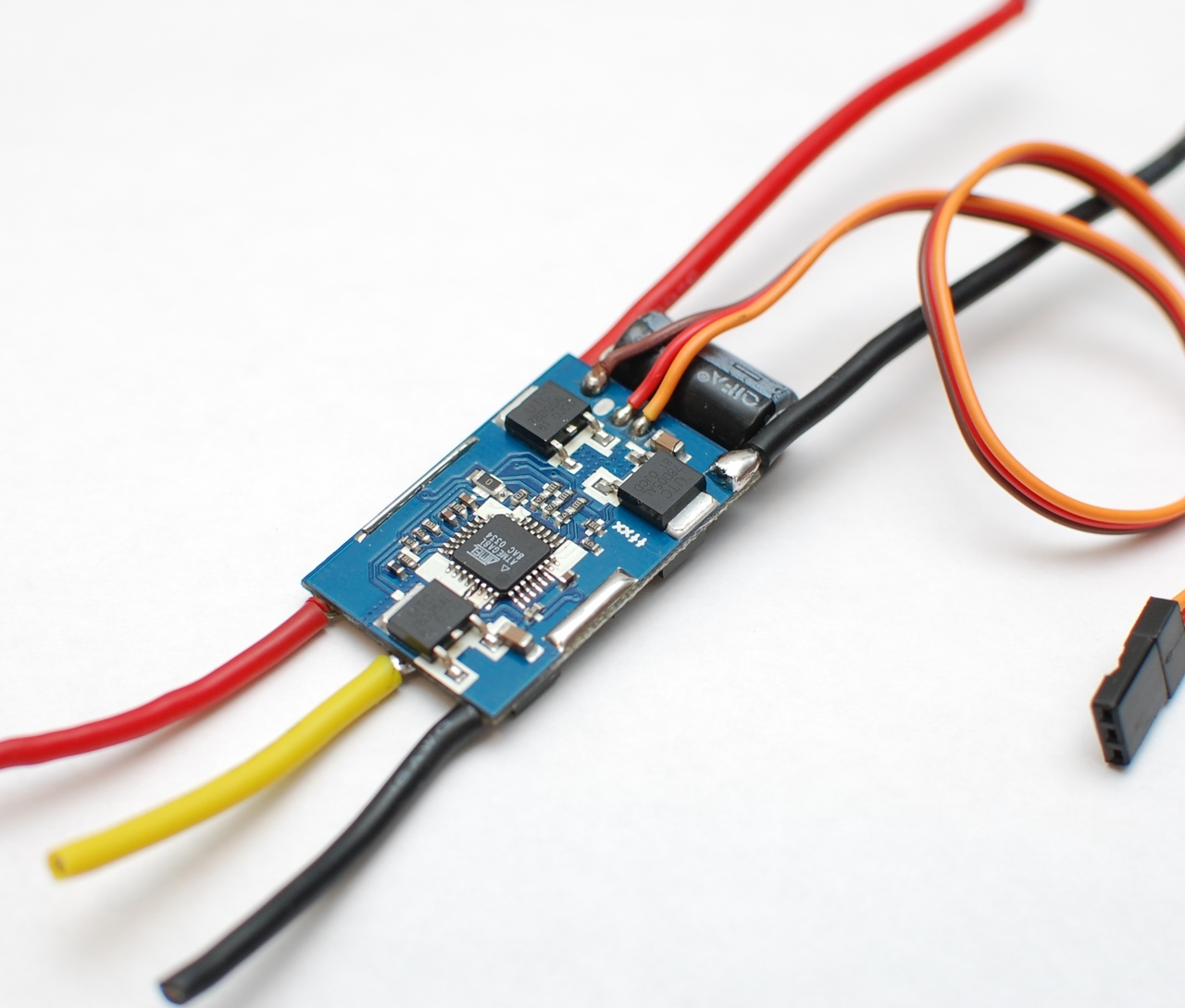
وحدة تحكم بـ 35 أمبير.

وحدة التحكّم الإلكترونية بالسرعة (بالإنجليزية: Electronic speed control)‏ وتختصر بـ (ESC) هي دائرة كهربائية مصممة للتحكم بسرعة واتجاه دوران محركات الدفع الكهربائية، كما يمكن تخصيصها للعمل ككابح سرعة ديناميكي. تستخدم هذه الوحدة مع المحركات الكهربائية والتي يتم التواصل معها عن طريق موجات الراديو في العادة، وغالباً ما يتم استخدامها مع المحركات التي لا تحتوي على مبدّلات كهربائية. تقوم الوحدة بتوفير جهد كهربائي منخفض ثلاثي الأطوار مولّد إلكترونياً للمحرّك.
وحدة التحكم بالسرعة قد تكون منفصلة بشكل كامل عن نظام الاستقبال اللاسلكي أو قد تكون مدمجة معه كما في معظم حالات مشاريع الهواة.

## الوظيفة
بغض النظر عن النوع المستخدم، وحدة التحكّم بالسرعة لا تقوم بتمثيل البيانات بشكل ميكانيكي كما هي الحالة في محركات المؤازرة، بل تقوم بتمثيلها عن طريق تغيير معدل التبديل الخاص بترانزستور تأثير المجال FETs. التبديل السريع لترانزستور تأثير المجال يؤثر على المحرك الذي يقوم بإصدار صوت اهتزاز واضح وخصوصاً عندما يتم ضبطه على سرعات المنخفضة. أيضاً يتيح دقة أعلى للتحكم بسرعة المحرك وبشكل أكثر سلاسة، الكفاءة أعلى من كفاءة البديل ميكانيكي شائع الاستخدام.
تتضمن أغلب الطرازات الحديثة من وحدات التحكم بالسرعة دائرة يستغني به عن المدخرة (البطارية) وتدعى دارة الاستغناء عن المدخرة ويتركز دورها بتنظيم الفولتية للمستقبل, وبذلك تنتفي الحاجة لمدخرة خاصة بالمستقبل

### وحدة تحكم إلكترونية بالسرعة بمبدلات
تصميم وحدات التحكم بالسرعة والتي تحتوي على مبدلات مختلف تماماً.

### وحدة تحكم إلكترونية بالسرعة بدون مبدلات
تقوم هذه الوحدات بتشغيل محركات ثلاثية الأطوار بدون مبدلات عن طريق إرسال موجة تسمح بالدوران.
محركات الدفع الكهربائية عديمة المبدلات brushless أصبحت شائعة الاستخدام عند الهواة نظراً لكفاءتها، معدل طاقتها الكهربائية، عمرها الافتراضي ووزنها الخفيف مقارنة بالمحركات التي تحتوي على مبدلات. إلا أن متحكّمات المحركات التي لا تحتوي مبدلات brushless أكثر تعقيداً من متحكّمات المحركات التي تحتوي على مبدلات brushed.
يمكن عكس اتجاه دوران المحرك عن طريق التبديل بين سلكي الجهد ولا يحتاج ذلك إلى عمليات برمجة.

## التصنيف
يتم التصنيف في العادة بحسب التيار الأعلى المسموح في الوحدة، 25 أمبير مثلاً. بشكل عام، كلما زاد التيار زادت الحجم والوزن والقدرة على تشغيل محركات أقوى. يتم التصنيع في العادة بواسطة معادن كالنيكل، ويتم التشغيل بواسطة بطاريات الليثيوم.

## التطبيقات على وسائل النقل

### السيارات الكهربائية
أسعار النفط والمصادر القليلة للطاقة تدفع الباحثين إلى الاستثمار في بحوث المحركات الكهربائية كبديل. هذه المحركات قد يتم التركيز عليها واستخدامها بشكل رئيسي لتوليد الطاقة في العقدين القادمين. الحجم الأكبر وقدرة تحمل تيار أكبر سيوفر عزم أقوى وحاجة أقل لصيانة سيارات المستقبل الكهربائية. أيضاً يعمل المصنعون على تحسين أداء البطاريات وتقليل فترات شحنها وأحجامها.

### الدراجات الكهربائية
الدراجات الكهربائية تحتاج إلى عزم ابتدائي قوي لكي تتمكن من الانطلاق.

## تطبيقات التحكم عن بعد

### السيارات
ببساطة، تقوم وحدة التحكم بالسرعة بتحويل المحرك إلى مولد كهربائي عن طريق وضح حمل كهربائي على الإطار الحامل. الأمر الذي يزيد من صعوبة دوران إطار الحمل وبالتالي الإبطاء أو التوقف عن العمل. بعض الوحدات تمتلك خاصية الكبح المتجدد.

### الطائرات العمودية
لا حاجة هنا لإضافة ميزات الكبح والتحكم في اتجاه الدوران عادة رغم أن الأخير قد مفيداً وأكثر عملية يكون من تبديل أسلاك الجهد في المحرك.

### الطائرات
لا تحتوى هذه الوحدات على مميزات سلامة كثيرة عادةً. وهذا يسمح للطيار بالمحافظة على تحكم الطائرة لتحلق أو تطير على قوة منخفضة للأمان. مثال على دوائر المتحكمات Brushless Motor ESC في ماتورات Brushless.

### القوارب
وحدات التحكم بالسرعة الخاصة بالقوارب لابد أن تكون محمية من الماء بالضرورة. أيضاً، العديد قد يتم تبريدها بواسطة الماء. كالسيارات، القوارب بحاجة إلى أنظمة كبح وعكس سير.